# توليو ليفي تشيفيتا
ولد توليو ليفي تشيفيتا في 29 مارس 1873 و توفي في 29 ديسمبر 1941. وهو رياضي إيطالي عرف بأعماله في حساب الموترات (حساب التفاضل المطلق) وتطبيقاتها في نظرية النسبية، إضافة إلى مساهمات كبيرة في مجالات أخرى. وكان تلميذ لغريغوريو ريتشي ، مؤسس حساب الموترات. وشملت أوراق عمله التأسيسية الرياضيات البحتة والتطبيقية على حد سواء، إضافة إلى الميكانيكا (مسألة الأجسام الثلاث) و الهيدروناميكا .

## السيرة الذاتية
ولد توليو ليفي تشيفيتا في عائلة يهودية إيطالية في بادوفا وهو نجل محام سابق وعضو مجلس الشيوخ. تخرج عام 1892 في كلية الرياضيات بجامعة بادوفا. في عام 1894 حصل على دبلوم تدريس بعد ذلك تم تعيينه في كلية العلوم ببافيا كلية المعلمين. في عام 1898 تم تعيينه لرئاسة كرسي الميكانيكا ببادوفا حيث بقي في منصبه حتى 1918، عندما تم تعيينه لرئاسة التحليل العالي في جامعة روما. في 1900 نشر هو وريتشي نظرية الموترات التي كانت أداة حاسمة استخدمها ألبرت أينشتاين في نظرية النسبية العامة. كما أنه وجد أخطاء حسابية في استخدام أينشتاين لشرح النظرية النسبية. في عام 1933 ساهم ليفي تشيفيتا في معادلة ديراك لميكانيكا الكم. [5] كتابه على حساب التفاضل والتكامل الموترة، وحساب التفاضل المطلق، لا يزال واحدا من النصوص القياسية أكثر من قرن بعد نشره لأول مرة، مع ترجمات عدة متاحة. توفي معزولا عن العالم العلمي، في شقته في روما عام 1941.

## وصلات خارجية
- توليو ليفي تشيفيتا على موقع الموسوعة البريطانية (الإنجليزية)
- توليو ليفي تشيفيتا على موقع إن إن دي بي (الإنجليزية)